# Ларрі Кінг
Ларрі Кінг (англ. Larry King, уродж. Лоренс Гарві Зайгер / Зейгер, англ. Lawrence Harvey Zeiger; 19 листопада 1933 — 23 січня 2021 Beverly Grove, Лос-Анджелес, Каліфорнія, США) — американський журналіст, радіо- та телеведучий. Його телепрограма «Ларрі Кінг наживо» — одна з найбільш популярних та довготривалих програм у мережі CNN.

## Дитинство та юність
Лоуренс Гарві Зейгер народився 19 листопада 1933 року в Брукліні, Нью-Йорк. Його батьками були Дженні (Гітлиц), швачка, та Єдді Зейгер — власник бару і працівник оборонного заводу. Обидва — ортодоксальні євреї та емігранти: батько — з Коломиї, Австро-Угорщина (нині Україна), мати — із Вільнюсу, Литва. У родині Зейгерів було три сини: перший, Ірвін, народився у 1932 році, але помер у шість років від апендициту. Після народження Лоуренса, у сім'ї Зейгерів народився ще один син — Марті.
|  | Мої батьки вклали все життя для нас із братом. Мати захищала нас понад міри. Якщо б вона колись написала книгу, то обов'язково назвала б її «Одягайся тепліше». Батько з ранку до ночі працював у своєму барі, щоб втілити свою мрію — переїхати до Бенсонгерста. Але він так і не потрапив у Бенсонгерст. Замість цього був Перл-Гарбор». |

З дитинства Лоуренс захоплювався радіо. Знав програми передач майже усіх станцій, імітував різні радіошоу, намагаючись робити голос низьким. Кінг навчався у Lafayette High School, муніципальній школі Брукліну. Батько помер у 44 роки від серцевого нападу. Його смерть справила на сина дуже сильне враження, хлопець втратив інтерес до школи. Після випуску не пішов до коледжу і влаштувався на роботу допомогти матері, яка жила на соціальну допомогу від держави.

### Смерть
На початку січня 2021 був госпіталізований з коронавірусом до лікарні Лос-Анджелеса. Помер 23 січня у віці 87 років.

## Кар'єра

### Початок кар'єри
Зейгер мріяв працювати на радіо. Одного разу він зустрівся із диктором CBS, із яким він поділився своїми намірами. Той порадив йому переїхати до Флориди, де були більші можливості для недосвідчених «радіорепортерів». 22-річний Лоуренс переїжджає до Маямі. Юнак влаштувався на радіостанцію Wahr-AM. Його завданнями були прибирання приміщення і невеликі доручення співробітників. Отримати роботу радіоведучого Кінгу допоміг збіг обставин. Одного разу на роботу не вийшов один із ведучих і юнаку запропонували його замінити. Опинившись в прямому ефірі, Зейгер був такий наляканий, що не міг вимовити ані слова. Виникла пауза. Начальник увірвався в радіокабінку і наказав щонайшвидше щось говорити. Юнак опанував себе і зізнався слухачам, що перелякався, бо ніколи не був в ефірі. Так 1 травня 1957 року мешканці Флориди вперше почули голос Ларрі Кінга. Його виступ справив враження на керівництво: Зейгер отримав ефірний час і оклад — 55 доларів на тиждень. Кінгом він став дещо пізніше: генеральному директору станції прізвище «Зейгер» видалося занадто складним для вимови і бляклим. Лоуренс Зейгер обрав собі нове ім'я. Згодом Кінг зізнався, що в момент роздумів йому в очі запала рекламна листівка лікеру «King's Wholesale Liquor». За 2 роки він офіційно змінив ім'я
З 9 до 12 ранку Кінг працював диск-жокеєм на радіо, а після обіду вів ще 2 передачі: новиннєву та спортивну.
З 1958 по 1961 Кінг інтерв'ює відвідувачів Pumpernik's Restaurant для радіо WIOD.
Тут Кінг спілкується зі своїм першим «зірковим» гостем: на гастролях у Маямі був співак Боббі Дарін, який випадково зайшов у ресторан. Радіошоу Кінга зробили з ведучого локальну зірку Маямі. З травня 1960 року він стає ведучім шоу Miami Undercover, яке виходило щонеділі о 23:30 на WPST-TV Channel 10. У ній він був модератором тем з важливих дискусій того часу. У 1965 році Ларрі Кінга запрошують замінити колумніста «Маямі Геральд» (англ. The Miami Herald) Волтера Вінчера.
Ведучий закріплює свій успіх коли вперше з'являється на телеекрані як асистент коміка Джекі Глісона. Його шоу-вар'єте, яке транслювалося на національному телебаченні знімалося у Маямі, і Кінг потоваришував з телевізійною легендою. Ларрі Кінг називав Глісона своїм наставником. Саме він запросив до Кінга на інтерв'ю Френка Сінатру. Співак неодноразово розмовляв з Кінгом в його програмах, і щоразу говорив, що ведучий має унікальне вміння примусити телевізійні камери зникати.
20 грудня 1971 року Ларрі Кінга заарештовують за звинуваченням у великій крадіжці. Згідно з позовом нью-йоркського фінансиста Луїса Вулфсона, Кінг нібито порушив умови оборудки, не передавши позичені гроші окружному прокуророві з Нового Орлеана Джимі Ґаррісону, який розслідував убивство Джона Ф. Кеннеді. Деякі подробиці скандалу лишаються й досі нез'ясованими. Ведучого звільнили під заставу і відсторонили від праці у ЗМІ в очікуванні звинувачень. Вони були зняті у березні 1972 року в зв'язку з законом про закінчення давності, але роботодавці не прийняли його назад. Кінг полишає Флориду, пише статті для газет та журналів, веде шоу на радіостанції для Вірджинії. Лише в 1978 році він повертається до Маямі у радіо WIOD.

### «Шоу Ларрі Кінга»
30 січня 1978 року починається нова віха у кар'єрі ведучого: він починає працювати на національному радіо Mutual Broadcasting System з власною програмою «Шоу Ларрі Кінга» (англ. The Larry King Show). Шоу транслюється у 28 містах США, а через 5 років — у 118. Цю програму він вів із понеділка по п'ятницю, з опівночі до 5.30 ранку. Перші 90 хвилин транслювалося інтерв'ю з гостем. Стільки ж часу відводилося на рубрику «Open Phone America»: запитання радіослухачів та відповіді. Ларрі Кінг перший, хто ввів формат телефонних розмов зі слухачами у прямому ефірі. З третьої ранку ведучий обговорював із гостями програми теми, які їх цікавили. Інколи Кінг розважав слухачів історіями з власного дитинства. Шоу було надзвичайно популярним і виходило до 1994 року. У 1982 році Кінг починає писати колонку для національної газети «США Сьогодні» (англ. USA Today) і у цей же рік «Шоу Ларрі Кінга» отримує премію Пібоді.

### «Ларрі Кінг наживо»
3 липня 1985 року відбувається прем'єра телепрограми «Ларрі Кінг наживо» (англ. Larry King live) на телеканалі CNN. Це було перше національне телешоу. Крім того, воно транслювалося і на кабельному телебаченні, і на радіо. Щовечора Кінг брав інтерв'ю у видатних діячів, частіше за все у знаменитостей, політиків, бізнесменів. Шоу, що тривало одну годину, виходило кожного дня і було доступно глядачам усього світу завдяки телеканалу CNN International.
Зазвичай Кінг проводив інтерв'ю у лос-анджелеській, нью-йоркській або вашингтонській студії CNN, але бували й виключення. Так, він вів мовлення із Білого дому, з тюремних камер, домівок гостей та інших незвичайних локацій. Популярними були його тюремні інтерв'ю з Майком Тайсоном і з Карлою Такер — першою жінкою, страченою в Техасі.
В ефірі «Ларрі Кінг наживо» відбувались події історичного значення. Наприклад, у 1992 році Росс Перо оголосив у програмі про свою участь у президентських перегонах. У 1993 році Кінг влаштував рекордні за рейтингом за весь час існування CNN дебати між віцепрезидентом Альбертом Ґором і незалежним політиком Россом Перо про Північноамериканську зону вільної торгівлі. Їх дивилися понад 16 мільйонів глядачів. Під час президентських виборів 2000 року Кінг 37 днів поспіль висвітлював перелік голосів за підсумком виборів у штаті Флорида. У програмі взяли участь близько 350 осіб, а її родзинкою були ексклюзивні інтерв'ю з Джорджем Бушем-молодшим і Албертом Ґором. Після терактів 11 вересня 2001 року, що потрясли Америку й світ, та американського вторгнення в Ірак Кінг інтерв'ював близько 700 гостей, серед них більш як 35 світових лідерів. В гостях у Кінга були українські та російські політики. 8 грудня 2000 року Ларрі Кінг брав інтерв'ю у Володимира Путіна. Всесвітньо відомою стала фраза президента Росії на питання ведучого: «Що сталося з підводним човном „Курськ“?». «Він затонув» — відповів Путін. 17 вересня 2005 року президент України Віктор Ющенко відвідав шоу.
Він інтерв'ював усіх президентів США, починаючи з Джеральда Форда. Серед інших знаменитостей — Мартін Лютер Кінг, Маргарет Тетчер, Міхайло Горбачов, Тоні Блер, Елеонора Рузвельт, Ненсі Рейган і Барбара Буш, Білл Ґейтс, Біллі Грем, Одрі Гепберн, Френк Сінатра, Пол Макартні, Марлон Брандо, Барбара Стрейзанд, Мадонна, Принц, Аль Пачіно, Джон Фуллертон Мак-Артур…
Нерідко Кінг робив програму присвячену паранормальним явищам. У його студії експерти вели суперечки про інопланетян та НЛО. Його гостем був ведучий популярного шоу «На той світ із Джоном Едвардом». Кінг давав можливість телеглядачам поспілкуватися з померлими душами рідних. Він запрошував до студії медіумів, щоб ті, передбачаючи майбутнє, вели суперечки зі скептиками.
Кінг відгукувався й на масові трагедії. 2005 року, коли ураган «Катрина» спустошив штати Луїзіана та Міссісіпі, він висвітлював цю тему в спеціальній програмі двадцять вечорів підряд. Докладно розповідав телеглядачам, як вносити пожертви у фонд допомоги постраждалим від стихійного лиха. У 2010 році, після смертоносного землетрусу, Кінг вийшов в ефір із програмою «Гаїті: як ви можете допомогти». Час від часу Кінг приймав дзвінки від глядачів. Інколи до студії дзвонили знаменитості (зірки музики та кіно, губернатори, королівські особи), інколи дзвонили жартівники. Завдяки трансляції на CNN International, ведучий відповідав на дзвінки не тільки своїх співвітчизників.
29 червня 2010, Кінг оголосив, що після 25 років роботи він залишає шоу. 16 грудня 2010 року вийшов останній епізод «Ларрі Кінг наживо» з ведучими Райяом Сікрестом та Біллі Мейхером. Сюрпризом була поява Барака Обами, колишнього президента США, Білла Клінтона. Фінальний епізод шоу зібрав у екранів телевізорів аудиторію 2,24 млн глядачів (при тому, що зазвичай епізод переглядало близько 672 тисяч чоловік). Френк Сінатра, Білл Клінтон та Маріо Куомо, на думку Кінга, дали найкращі інтерв'ю, бо вони «мали пристрасть, вміння пояснити чим вони займаються, відчуття гумору і трохи злості».

### Стиль
Критики стверджують, що Ларрі Кінг ставить своїм гостям занадто «м'які» запитання, що дозволяє йому отримувати зірок, які не полюбляють «жорсткий» стиль інших ток-шоу. Він заробив собі репутацію людини, яка ставить легкі, відкриті питання, і це зробило його шоу привабливим для важливих осіб, які хочуть заявити про свою позицію, уникаючи осудження суперечливих тем.
|  | Я ніколи цього не розумів. Все чого я прагну – це ставити найкращі питання, які я можу вигадати, слухати відповіді, а потім уточнювати. Я нікого не атакую, лише уточнюю. Я питаю людей: «Що, на вашу думку, «м'які питання?». Вони відповідають: «Ви кажете кінозіркам: «Яким буде ваш новий проект?» Мені здається, це не «м'яке» питання. Мені дійсно цікаво – що ти збираєшся робити далі? |

В ефірі «Пізно ввечері з Конаном О'Браєном» (англ. Late Night with Conan O'Brian) Кінг зізнався, що секрет вдалого інтерв'ю — в умінні заохотити гостя розповісти про себе, а інтерв'юєр має лишатися в тіні. Ведучій віддає перевагу питанням з одного речення; готується якомога менше до кожного інтерв'ю і ніколи не читає книжки своїх гостей. Він також каже, що шоу навряд чи можна віднести до журналістики, це скоріше інфотеймент.
Втім, його манера не завжди м'яка. Ще на початку журналістської кар'єри він запитав у католицького священика, який дав обітницю безшлюбності, скільки в того дітей. «У нього був такий вираз обличчя, який міг привидітися мені хіба що у страхітливих снах» — згадує він. Іноді Кінг висловлював антипатію до гостей, як це сталося під час бесіди з президентом України Віктором Ющенком.

## Особисте життя
Кінг мав сімох дружин, а одружувався вісім разів. З третьою дружиною — Алін Ейкінс, моделлю часопису Playboy, — він сходився й розлучався двічі. Сьомою й останньою дружиною Кінга стала колишня співачка, телеведуча і модель Playboy — Шон Саутвік, молодша за нього більш як на 25 років. Кінг одружився з Саутвік за три дні до того, як йому зробили операцію на серці. А їх вінчання проходило у лікарняній палаті. Подружжя мешкає у розкішному особняку у Беверлі Хіллз. Вони мають двох дітей: Ченс (1999) і Кєннон (2000). Кінг також має сина Ларрі молодшого (1961) від другого шлюбу та доньку Чайю (1969) від п'ятого шлюбу. Ларрі Кінг є атеїстом.

## Хвороби і смерть
У 2017 році Ларрі Кінг розповів про боротьбу з раком легенів. У квітні 2019 року йому зробили ангіопластику. У 2020 році Кінг переніс інсульт.
3 січня 2021 року телеведучий госпіталізований із коронавірусом. 23 січня його компанія Ora Media оголосила у твіттері про смерть Ларрі Кінга, написавши, що ведучий помер у медичному центрі Cedars-Sinai в Лос-Анджелесі.

## Благодійність
Коли Кінг пережив перший інфаркт, а після цього операцію з шунтування серця, він дізнався, що медичні компанії задля економії коштів не включають до страхових полісів оплату складних медичних процедур. Це спонукало його заснувати у 1988 році кардіологічний фонд «Larry King Cardiac Foundation», що має на меті надавати фінансову допомогу пацієнтам, які страждають на важкі серцеві недуги. Кінг є також фундатором стипендіального фонду для студентів із неблагополучних родин школи журналістики та публічної політики університету Джорджа Вашингтона.

## Цікаві факти
1. Програма «Ларрі Кінг наживо» увійшла до книги рекордів Гіннеса за тривалістю показу з одним і тим же ведучим в один і той же час. Вона виходила протягом 25 років і за цей час Ларрі Кінг зробив більше 50 тисяч інтерв'ю.[36]
2. Кінг виступав як стендап-комік. Його перше шоу відбулося 14 квітня 2011 року. У ньому він згадував своє дитинство у Брукліні.[37]
3. Планує заморозити своє тіло після смерті із використанням кріогенних технологій.[38]
4. У мультфільмі «Бі Муві» є персонаж Бжола Ларрі Кінг, яку озвучує ведучий; він також озвучує героїню Доріс (Гидка звідна сестра) в мультфільмах «Шрек 2», «Шрек Третій» і «Шрек назавжди».[39]
5. Випустив обмежену лінію підтяжок з власним підписом.[40]

## Нагороди і звання
- Премія Пібоді (Peabody Award) за шоу «Шоу Ларрі Кінга» (1980) і «Ларрі Кінг наживо» (1992).
- Премія «Еммі» (Emmy Award) (2011).
- Премія Аленна Н'юхарта (Allen H. Neuharth Award) за визначні досягнення в журналістиці
- Десять нагород американського кабельного телебачення Cable ACE Awards (найкращий інтерв'юєр і найкращий цикл ток-шоу).
- Премія Махоні (Mahoney) Гарвардського університету за просвітництво в області неврології.
- Зірка на «Алеї слави», Голлівуд (1997).
- Почесні ступені університету Джорджа Вашингтона, Технологічного інституту Нової Англії, Бруклінського коледжу та Інституту Пратта (Pratt Institute)